# Phil Chen
Phil Chen (ur. 21 października 1946, zm. 14 grudnia 2021) – chińsko-jamajski basista i muzyk sesyjny.

## Życiorys
Wystąpił gościnnie na albumach następujących wykonawców: Jeffa Becka, Donovana, Joan Armatrading, The Butts Band, Robby’ego Kriegera, Williama Lyalla, Johna Densmore’a. Pracował również z Brianem Mayem, nagrywając album Star Fleet Project.
Pracował również z: Rodem Stewartem, Pete Townshendem, Erickiem Claptonem, Rayem Charlesem, Desmondem Dekkerem, Jerrym Lee Lewisem, Bobem Marleyem, Jimmym Cliffem, Jacksonem Brownem i Jeffem Beckiem, Rayem Manzarkiem i Robbym Kriegerem.
Zmarł 14 grudnia 2021 r. w wieku 75 lat na raka, zgodnie z oświadczeniem z oficjalnej strony Phila Chen na Facebooku. W oświadczeniu stwierdza się, że ostatnie dni spędził w otoczeniu rodziny i bliskich przyjaciół oraz cenił czas z wnukami, które zawsze rozjaśniały mu dzień.